# Heliacus variegatus
Heliacus variegatus is een slakkensoort uit de familie van de Architectonicidae. De wetenschappelijke naam van de soort is voor het eerst geldig gepubliceerd in 1791 door Gmelin.